# Джон Джейкоб Естор Геверський
Джон Джейкоб Естор Геверський (John Jacob Astor of Hever, 20 травня 1886, Нью-Йорк — 19 липня 1971, Канни) — британський газетний видавець; член правління багатьох британських видавничих концернів, фінансист, спортсмен — чемпіон і призер олімпійських ігор. Власник газети Таймс від 1923 до 1966 року.
Естор походив з американської сім'ї Есторів і був нащадком Джона Джейкоба Естора. 1889 року, коли йому було 5 років, разом з родиною переїхав до Великої Британії і став її громадянином. Під час навчання в Ітонському коледжі займався крикетом. Також взяв участь у змаганнях з рекетсу на літніх Олімпійських іграх 1908 в Лондоні, де став чемпіоном у парному розряді й бронзовим призером в одиночному. Навіть після того, як згодом втратив ногу, міг на протезі грати у сквош проти молодших суперників і їх перемагати.
Після короткого навчання в Оксфордському університеті Естор пішов служити у військо. Входив у охорону генерал-губернатора Індії Чарльза Хардінджа і пізніше одружився з його донькою. Під час Першої світової війни втратив праву ногу у вересні 1918 року. В 1922 році став власником газети «The Times» і членом Парламенту від Дувра. 1956 року Астору присвоєно звання барона, але через шість років він переїхав до Франції, де прожив до кінця життя.